# Рапполово (Всеволожський район)
Рапполово (рос. Рапполово) — присілок у Всеволожському районі Ленінградської області Російської Федерації.
Населення становить 826 осіб. Належить до муніципального утворення Токсовське міське поселення.

## Історія
Від 1 серпня 1927 року належить до Ленінградської області.

## Населення
| 2007 | 2010 | 2017 |
| ---- | ---- | ---- |
| 993  | ↘862 | ↘826 |